# 5551 Glikson
5551 Glikson (1982 BJ) là một tiểu hành tinh vành đai chính được phát hiện ngày 24 tháng 1 năm 1982 bởi Shoemaker, C. S. ở Palomar.